# Live & Uppity
Live & Uppity ist das erste Livealbum von Saffire – The Uppity Blues Women. Nach einer Reihe von erfolgreichen Alben und zahlreichen bejubelten Liveauftritten war es natürlich, dass endlich ein Livealbum folgen würde. Auf dem Album mischten sie altbewährte Nummern mit neuem Material. Auch ihre feministische Grundeinstellung wird deutlich, besonders im neuen Song 1-800-799-7233 , den Gay Adegbalola ihrer Freundin widmete. Bei dieser Telefonnummer handelt es sich um die National Domestic Violence Hot Line, die in den Vereinigten Staaten bei häuslicher Gewalt berät.

## Titelliste
- 1 	  	Introduction 		0:21
- 2 	 	Cold Pizza and Warm Beer 	Adegbalola 	5:19
- 3 	 	You'll Never Get Me Out of Your Mind 	Rabson 	3:20
- 4 	 	One Good Man 	Bryson 	2:51
- 5 		Hold Me Close 	Friel 	4:17
- 6 		Silver Beaver 	Adegbalola 	5:13
- 7 	 	(Mr. Insurance Man) Take Out That Thing 	Edwards 	3:23
- 8 	 	The Thing That You Need 	Friel 	3:07
- 9 	 	1-800-799-7233  	Adegbalola	5:32
- 10 	 	You Can Have My Husband 	LaBostrie 	4:59
- 11 	 	Hopin' It'll Be Alright 	Rabson 	4:28
- 12 	 	Bitch With a Bad Attitude 	Adegbalola 	6:51
- 13 		Dump That Chump 	Estrin 	3:15
- 14 		Lonely Nights 	McIntosh 	4:08
- 15 	 	Middle Aged Blues Boogie 	Adegbalola 	5:30
- 16 	 	Crazy 	Nelson 	5:52
- 17 		Some Cold and Rainy Day 	Davenport 	4:51[1]

## Kritikerstimmen
- „...there's a symbiosis happening on this recording between audience and performers that seldom gets captured on a live album.“ – Cub Koda All Music Guide (... da geschieht eine Symbiose zwischen Zuhörern und Künstlern, die selten auf einem Livealbum eingefangen wird.)[2]
- „These three women initially kick audiences... “ – Art Tipaldi, Blues Revue, Juli/August 1998 (Diese drei Frauen bringen die Zuhörer in Schwung...)
- „Delightful tales of love, lust and pain, rich in soulfulness and bravado.“ – Blues Revue (Wunderbare Geschichten von Liebe, Lust und Schmerzen, reich an Soul und Tapferkeit.)[3]
- „Grit, unpredictability, and authority...sly, sizzling, spice and bite...dynamic vocals“ – Living Blues (Entschlossenheit, Unvorhersehbarkeit und Autorität...listig, brodelnd... dynamischer Gesang)[4]